# Gravikord

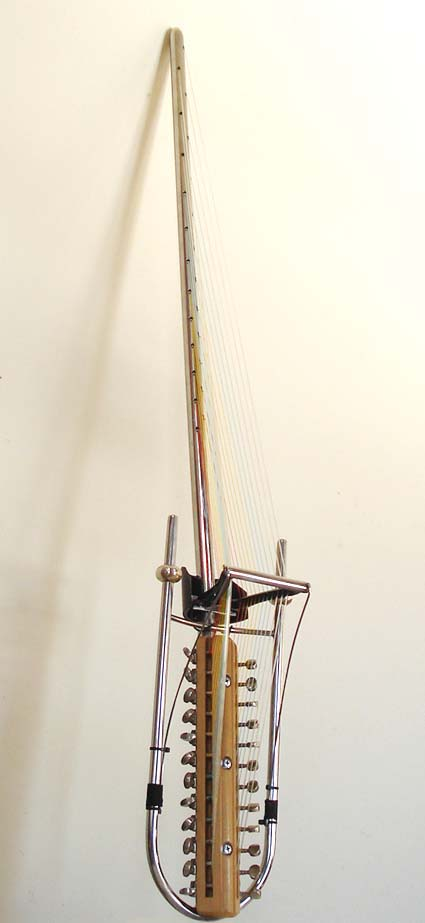
Gravikord

Das Gravikord ist eine elektrische Stegharfe. Sie wurde im Jahr 1986 von Robert Grawi erfunden und stammt von der westafrikanischen Kora ab. Da es sich um eine elektromagnetisch verstärkte Harfe handelt, gehört das Gravikord zu den Chordophonen und Elektrophonen.

## Konstruktion
Obwohl das Gravikord von der Kora abstammt, gibt es große Design-Unterschiede. Es fehlt der mit Tierhaut bespannte Korpus, da die Tonsignale mittels eines elektromagnetischen Tonabnehmer abgegriffen werden. Dieser befindet sich auf dem Steg des Gravikords.  Es verfügt meist über 24 Saiten, welche alle einzeln gestimmt werden. Die Saiten laufen V-förmig zusammen. Außer dem hölzernen Stimmblock, bestehen alle Teile des Gravikords aus Metall oder synthetischen Materialien. Es ist 1,37 Meter lang und wiegt ca. 2,3 Kilogramm.

## Spielweise & Stimmung

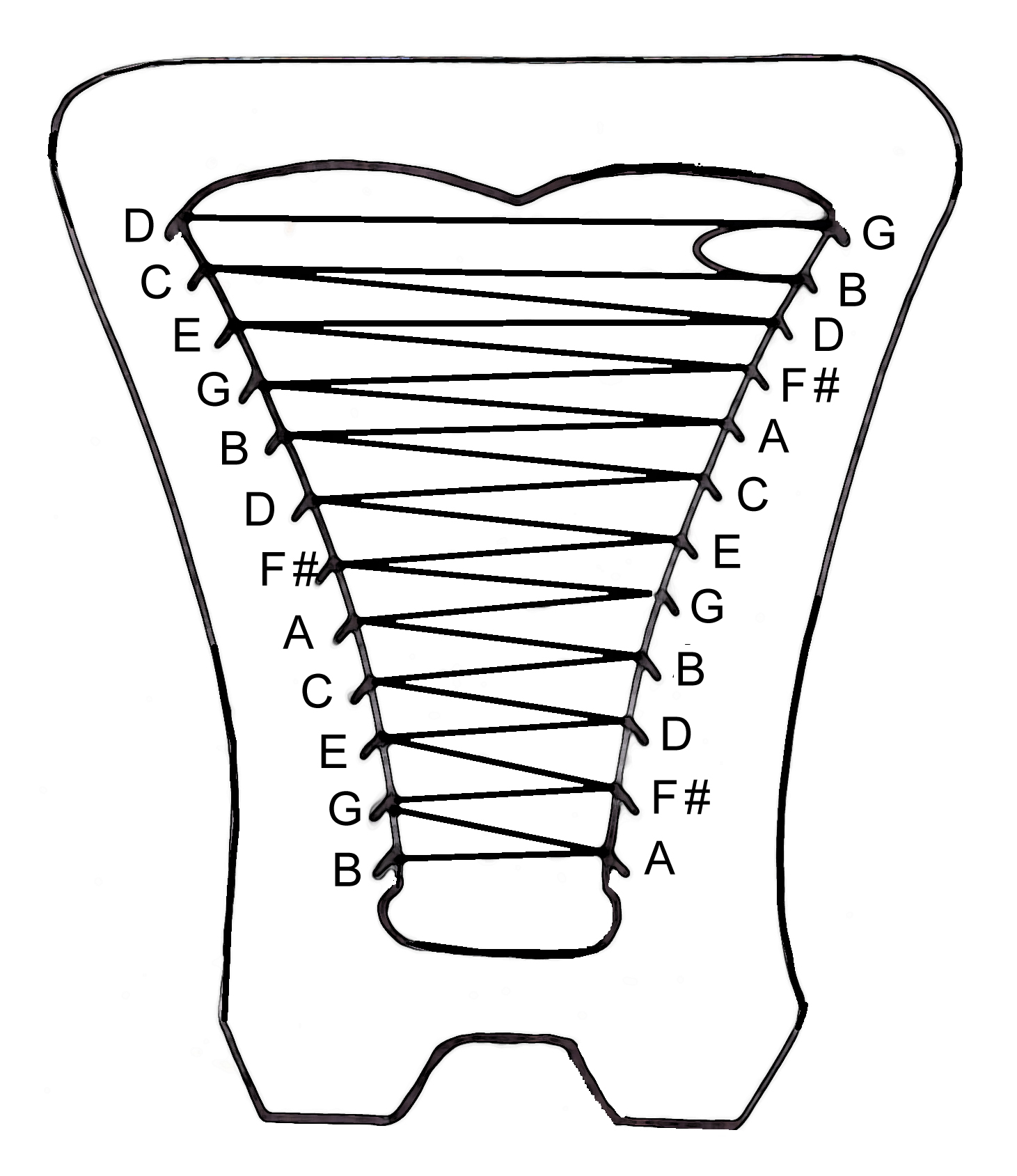

Ähnlich wie bei der Harfe wird das Gravikord mit Daumen und Zeigefinger gespielt. In der Mitte des Instruments befinden sich zwei Handgriffe, an denen man das Instrument während des Spielens festhalten kann. Die Saiten sind in zwei Gruppen mit jeweils zwölf Saiten eingeteilt, jede Gruppe wird von einer Hand gespielt. Das hängt mit der Stimmung der beiden Gruppen zusammen. Diese basiert wie bei vielen afrikanischen Instrumenten auf Intervallen und nicht auf Tonskalen. Trotzdem könnte man sagen, dass  die Tonskala von G-Dur/e-Moll abgedeckt wird. Mit Ausnahme einer Basssaite haben die Saiten in einer Gruppe den Abstand von abwechselnd großer Terz und kleiner Terz. Rechte und linke Seite sind eine Sekunde (Tonabstand) voneinander entfernt:
Links:  D2, C2, E3, G3, B3, D4, F#4, A4, C5,  E5, G5,  B5
Rechts: G2, B2, D3, F#3, A3, C4, E4,  G4, B4, D5, F#5, A5
Damit hat das Gravikord einen Tonumfang von circa 3½ Oktaven. Dadurch, dass die Noten symmetrisch zueinander gestimmt sind, ergeben sich oft konsonante Läufe.
Obwohl sich aus den Intervallen theoretisch nur eine diatonische Skala ergibt, kann man praktisch trotzdem Versetzungszeichen berücksichtigen. Durch das Herunterdrücken einer Saite hinter dem Steg, kann der Ton erhöht werden. Dies geschieht entweder mit einem freien Finger oder aber mit einem extra Effektpedal, das alle Saiten gleichzeitig in ihrer Tonhöhe anhebt.

## Effekte

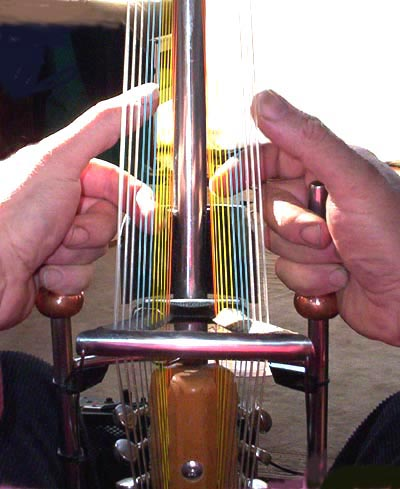
Spielposition beider Hände

Das Gravikord wird, wie auch z. B. die E-Gitarre, elektrisch verstärkt. Zwischen Gravikord und Verstärker können verschiedenste Effektgeräte geschaltet werden. Die am häufigsten verwendeten sind: Vibrato, Delay, Distortion, Reverb, Wah-Wah und die "Pitch-Shifter", die chromatisches Spielen erlauben.

## Diskografie
- 1988 – Making Waves – Bob Grawi (Take That Music)
- 1990 – New World Power – Foday Musa Suso (Island Records)
- 1991 – Rising Tide – Bob Grawi (Take That Music)
- 1996 – Cherries & Stars – Bob Grawi (Take That Music)
- 1998 – Gravikords, Whirlies & Pyrophones – Bob Grawi and Multiple Artists (Ellipsis Arts)
- 2005 – Calabash Moon – Daniel Berkman (Magnatune)
- 2008 – Le Chant de la Foret – Jacques Burtin (Bayard Musique)
- 2009 – Heartstrings – Daniel Berkman (Magnatune)